# Scyliorhinus haeckelii

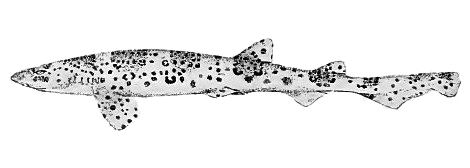
Scyliorhinus haeckelii

Scyliorhinus haeckelii é um peixe da família Scyliorhinidae. Pode ser encontrado na Plataforma continental do Oceano Atlântico na Venezuela, Suriname, Brasil e Uruguai, entre as latitudes 11°N e 32°S.